# Bartolomeo Carlo Rastrelli
Bartolomeo Rastrelli, fälschlich Bartolomeo Carlo Rastrelli, (russisch Растрелли, Бартоломео Карло; * 29. November 1675 in Florenz; † 18. Novemberjul. / 29. November 1744greg. in Sankt Petersburg) war ein italienisch-russischer Bildhauer, Kunstgießer und Architekt.

## Leben
Rastrelli, Sohn des adligen Francesco Rastrelli, erhielt eine künstlerische Ausbildung, wozu das Kunst- und Architekturzeichnen und auch der Kunstguss gehörten, in Florenz bei dem Bildhauer Giovanni Battista Foggini. Mangels Aufträgen ging er mit seiner spanischen adligen Frau nach Rom und dann nach Paris, wo 1700 sein Sohn Bartolomeo Francesco Rastrelli geboren wurde. 1707 stellte er das Grabmal für Simon Arnauld, Marquis de Pomponne (1618–1699), den Minister Ludwigs XIV. fertig. Das Grabmal wurde 1792 oder 1793 zerstört. In Paris wurde er zum römischen Grafen und Ritter des Ordens des Hl. Johannes von Jerusalem erhoben. Ab da nannte er sich Graf bzw. Comte, Unterschrift „B. C. de Rastrelly“, was fälschlicherweise als Bartolomeo Carlo Rastrelli gelesen wurde. Infolge des aufkommenden Klassizismus nahm das Interesse an Rastrellis Barockgrabmalen allmählich ab.
Im April 1715 führte Nikita Moissejewitsch Sotow im Auftrage Peters I. Gespräche mit Meistern aus Frankreich, darunter auch Rastrelli. Darauf erhielt er von Jean Lefort, dem Agenten des Peters, im Mai 1715 die Einladung, mit seinem Sohn nach St. Petersburg zu kommen, so dass er sich 1716 dort niederließ. Für ihn als Hofkünstler wurden zwei Lagerhäuser erbaut, in denen er eine Triumphsäule, eine Büste und eine Wachsfigur Peters I. anfertigte. Auch begann er hier die Arbeiten für das Reiterdenkmal Peters I., das Elisabeth 1747 in Bronze gießen ließ und das schließlich 1800 vor dem Michaelsschloss aufgestellt wurde.
Als Architekt war Rastrelli 1716 an den Planungen für den Bau des Strelna-Palasts Peters I. beteiligt. Unter Rastrellis Leitung begannen die Arbeiten zur Anlage der Kanäle und des Parks. Jedoch wurde nach vier Monaten Jean-Baptiste Alexandre Le Blond mit dem Projekt beauftragt, so dass die weiteren Arbeiten ohne Rastrelli durchgeführt wurden.

## Werke

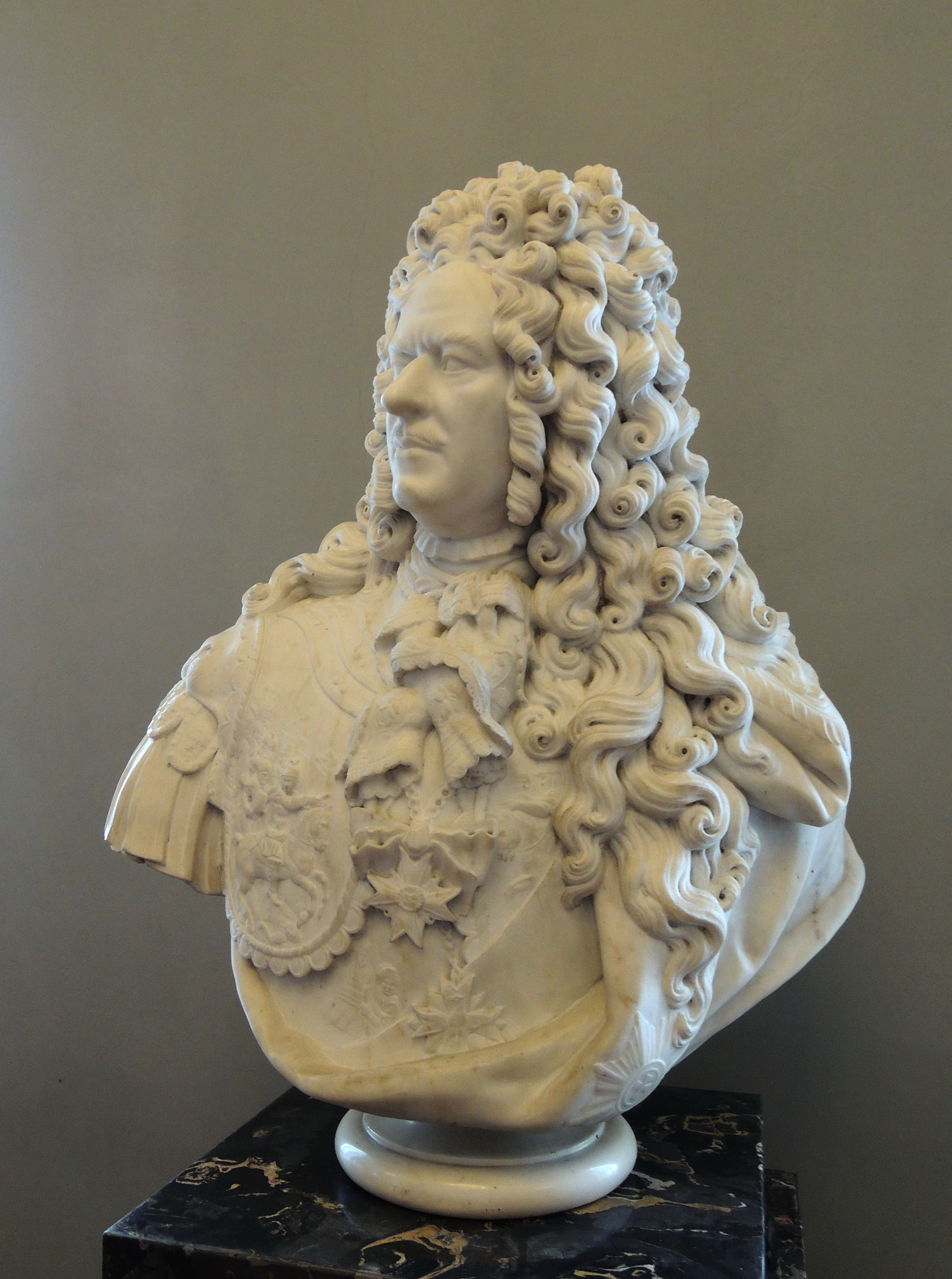
Alexander Danilowitsch Menschikow (Marmorkopie von Iwan Petrowitsch Vitali 1849 der Bronzebüste von Rastrelli 1717), Russisches Museum
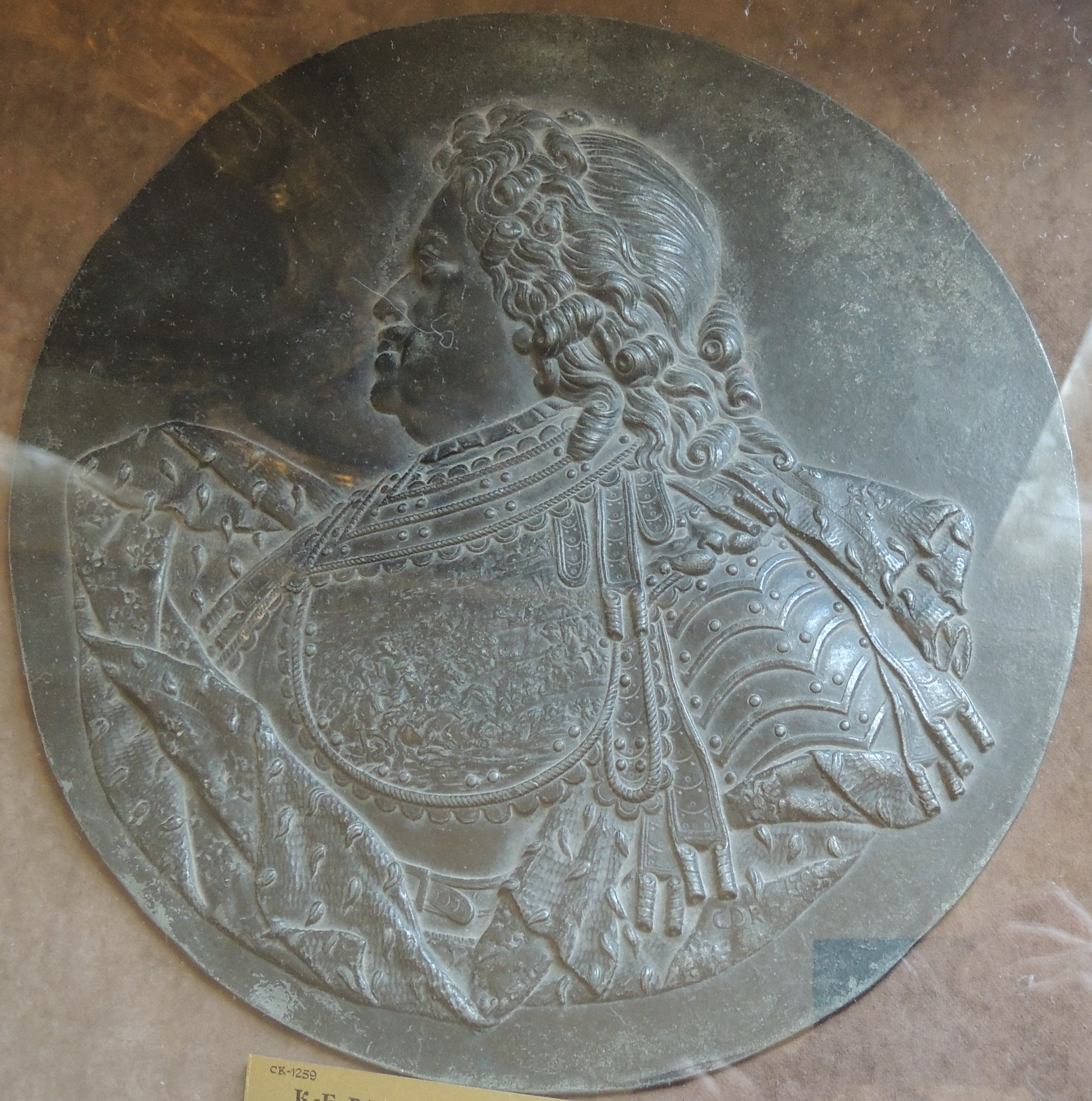
Peter I., Russisches Museum
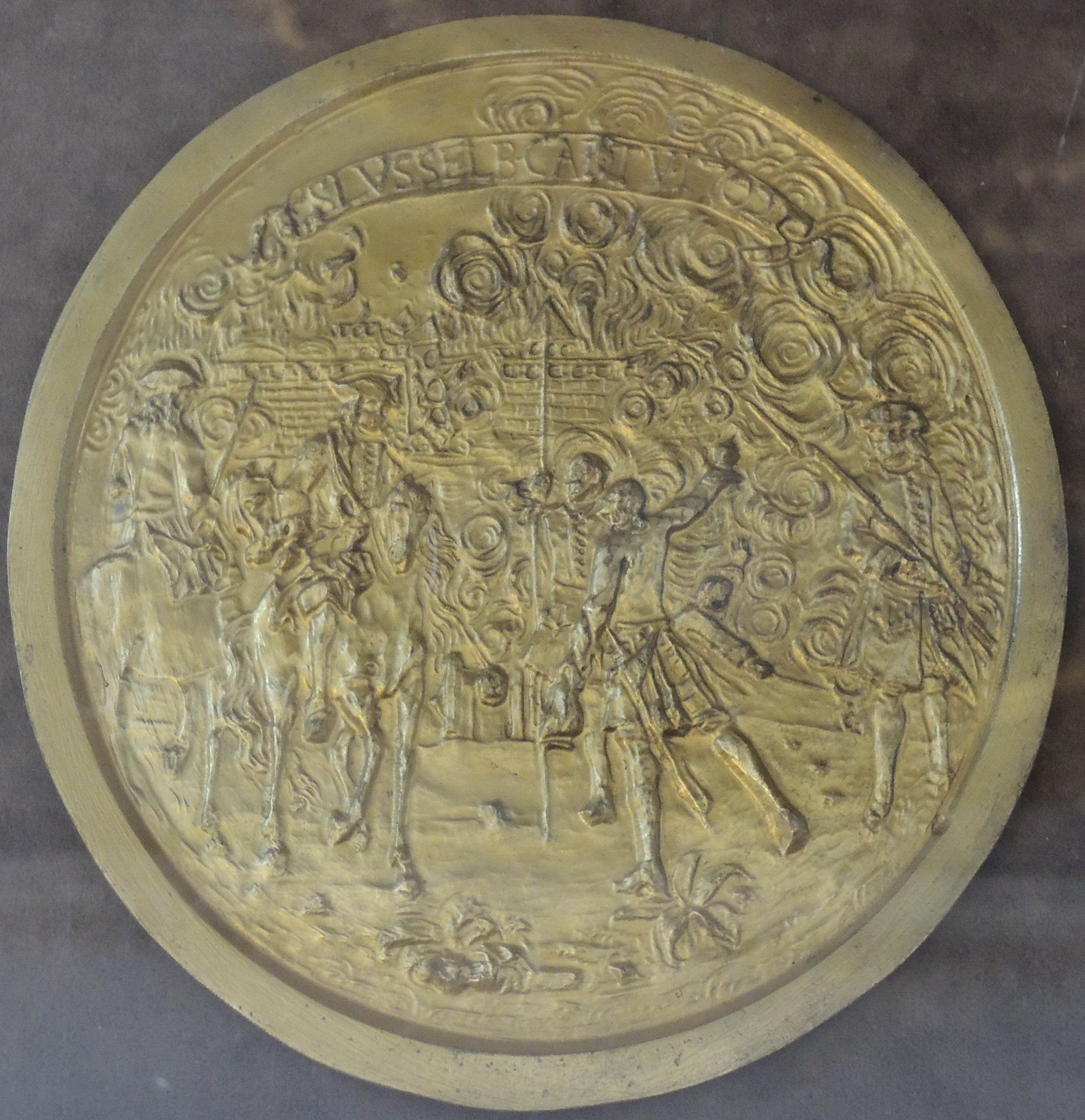
Relief für die Triumphsäule Peters I.
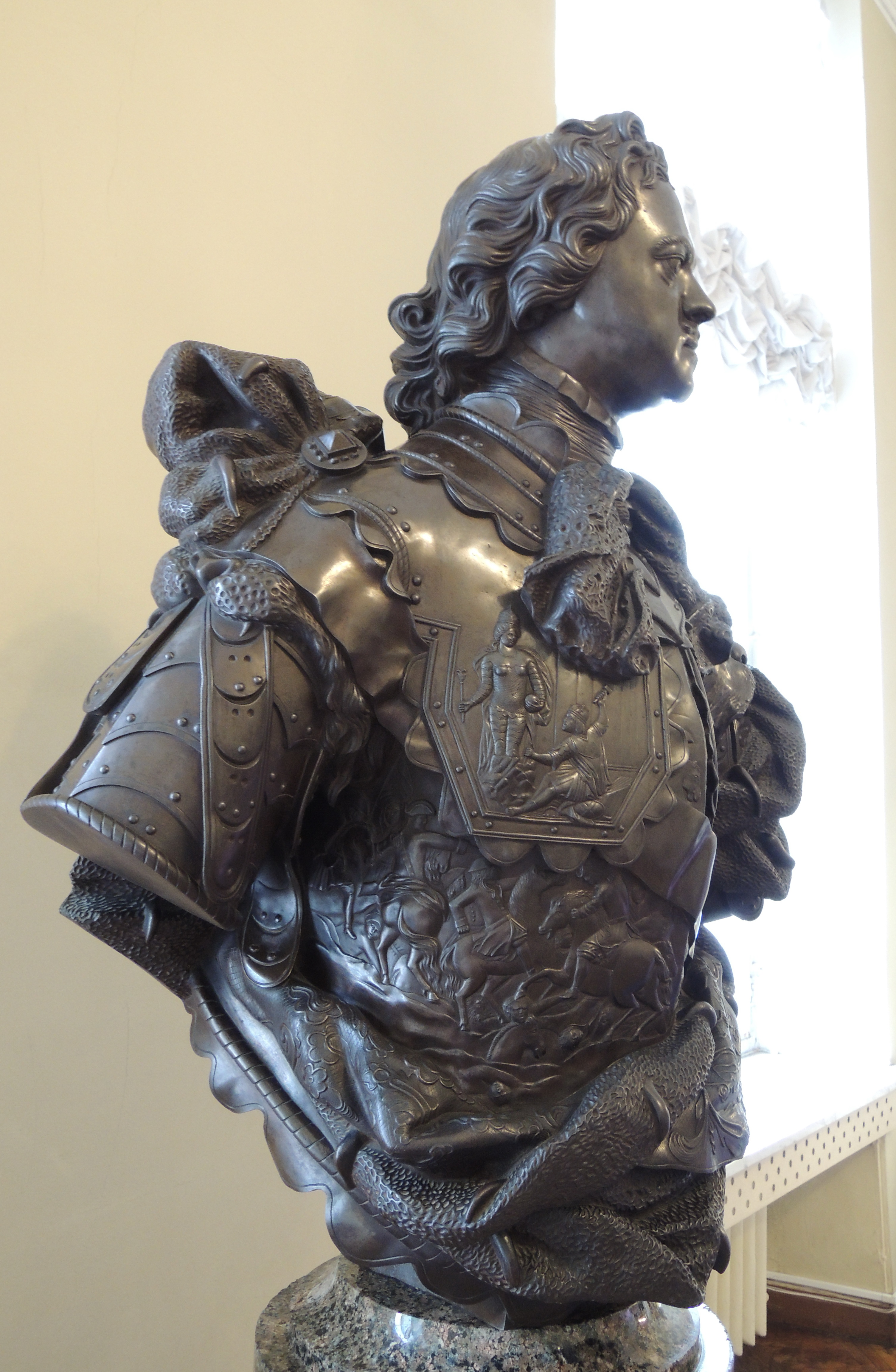
Peter I. (1723–1729), Russisches Museum
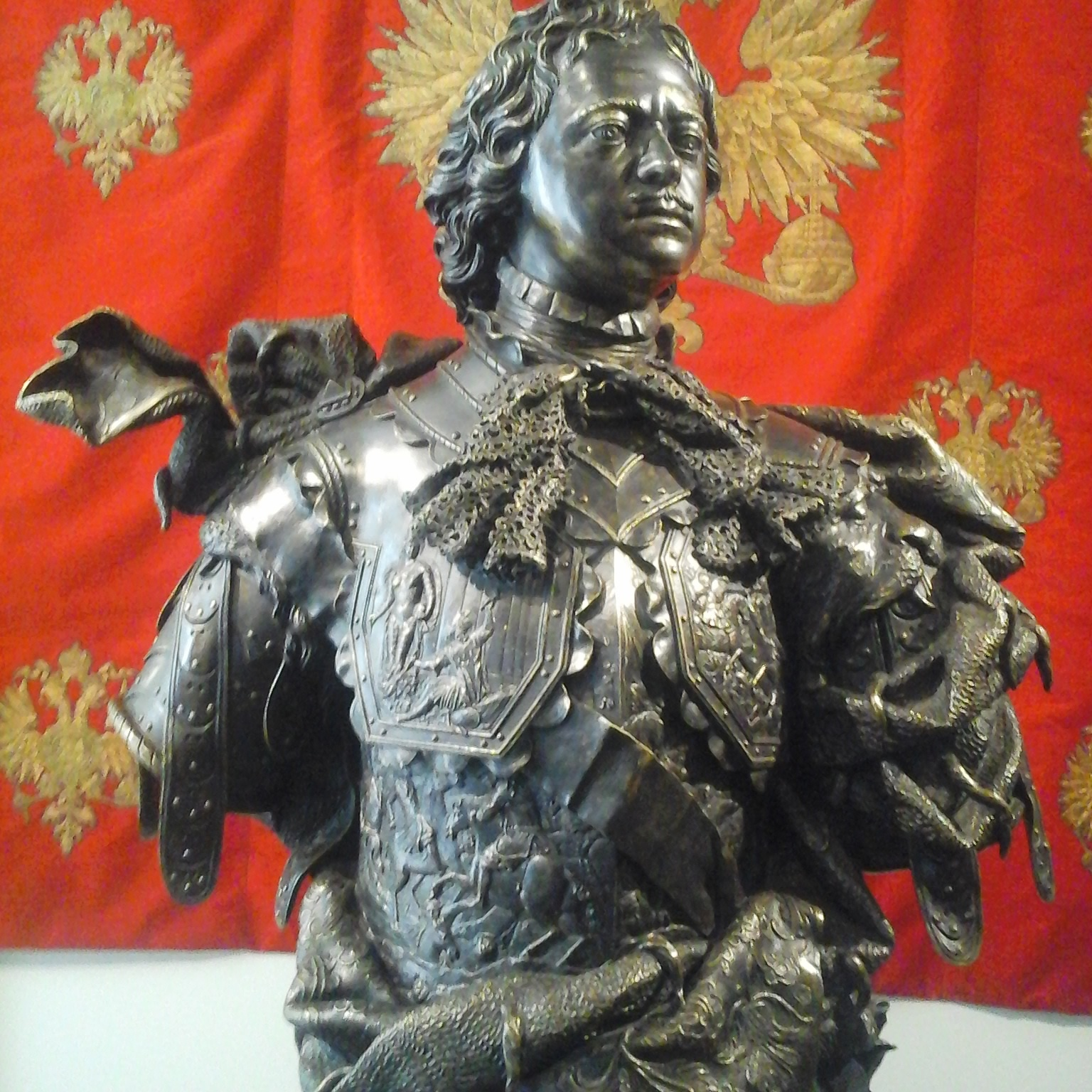
Peter I. (1723–1729), Eremitage
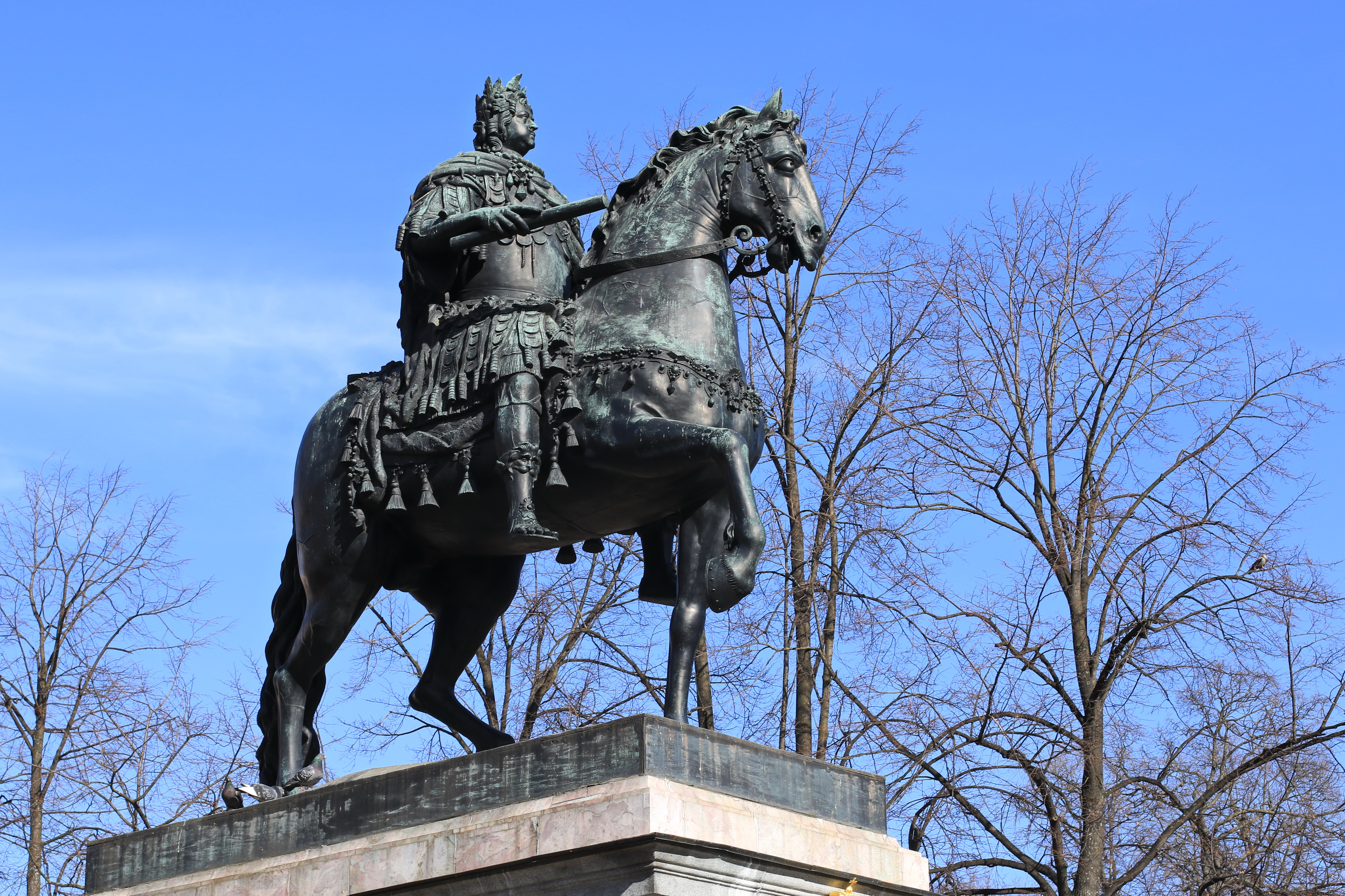
Peter I. vor dem Michaelsschloss
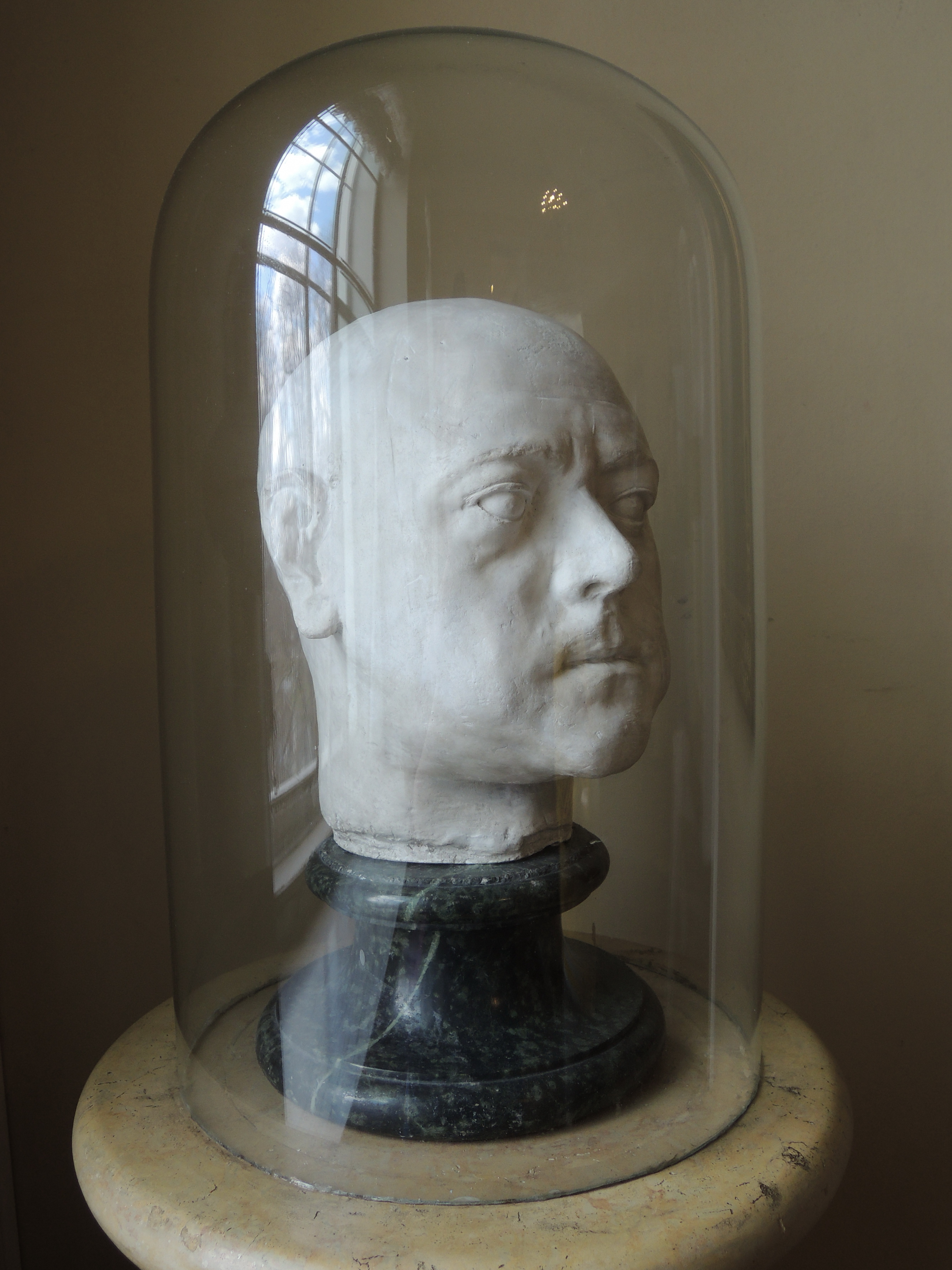
Peters I. Totenmaske (1903 gegossen), Russisches Museum
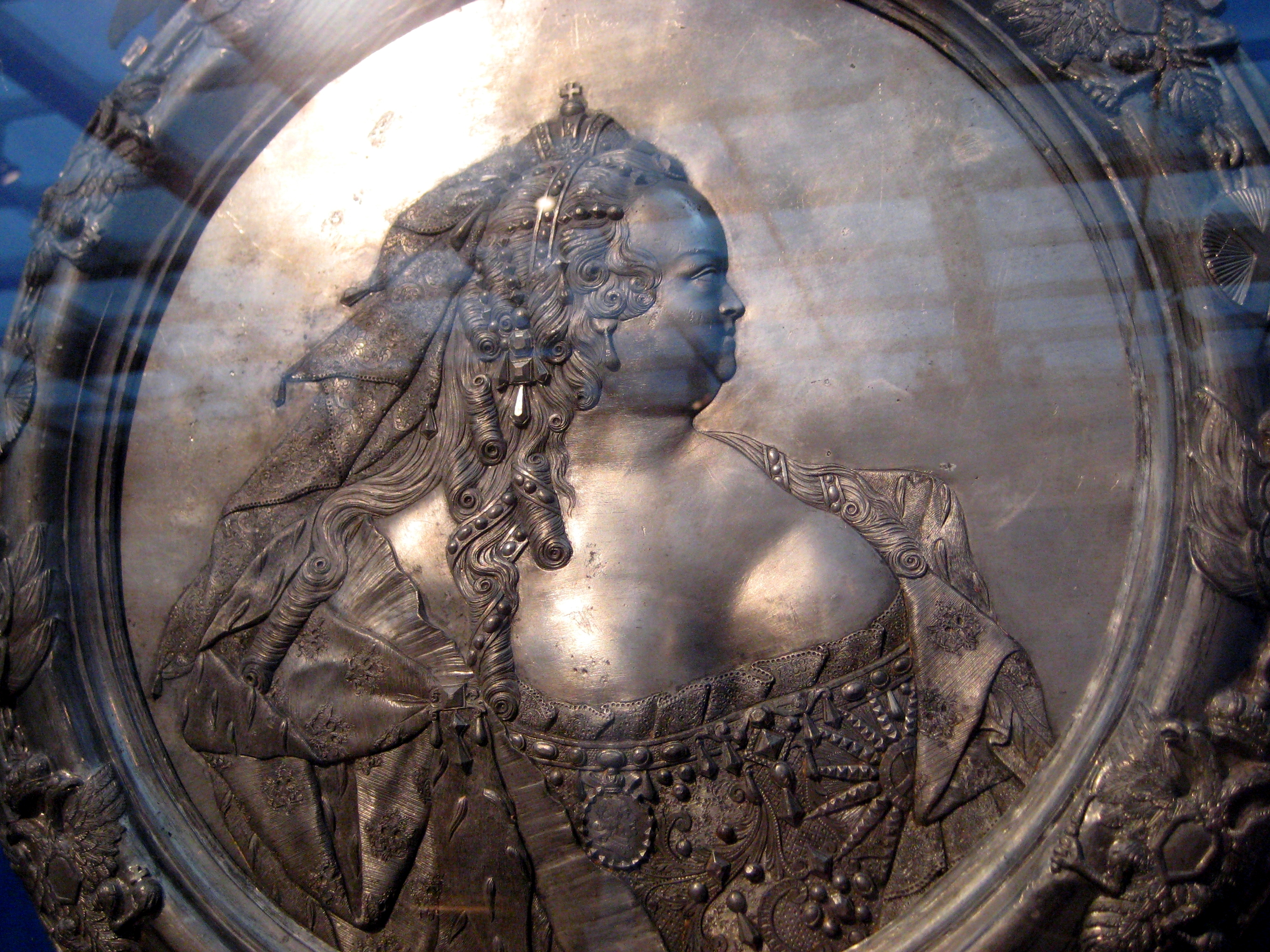
Elisabeth, Museen des Moskauer Kremls
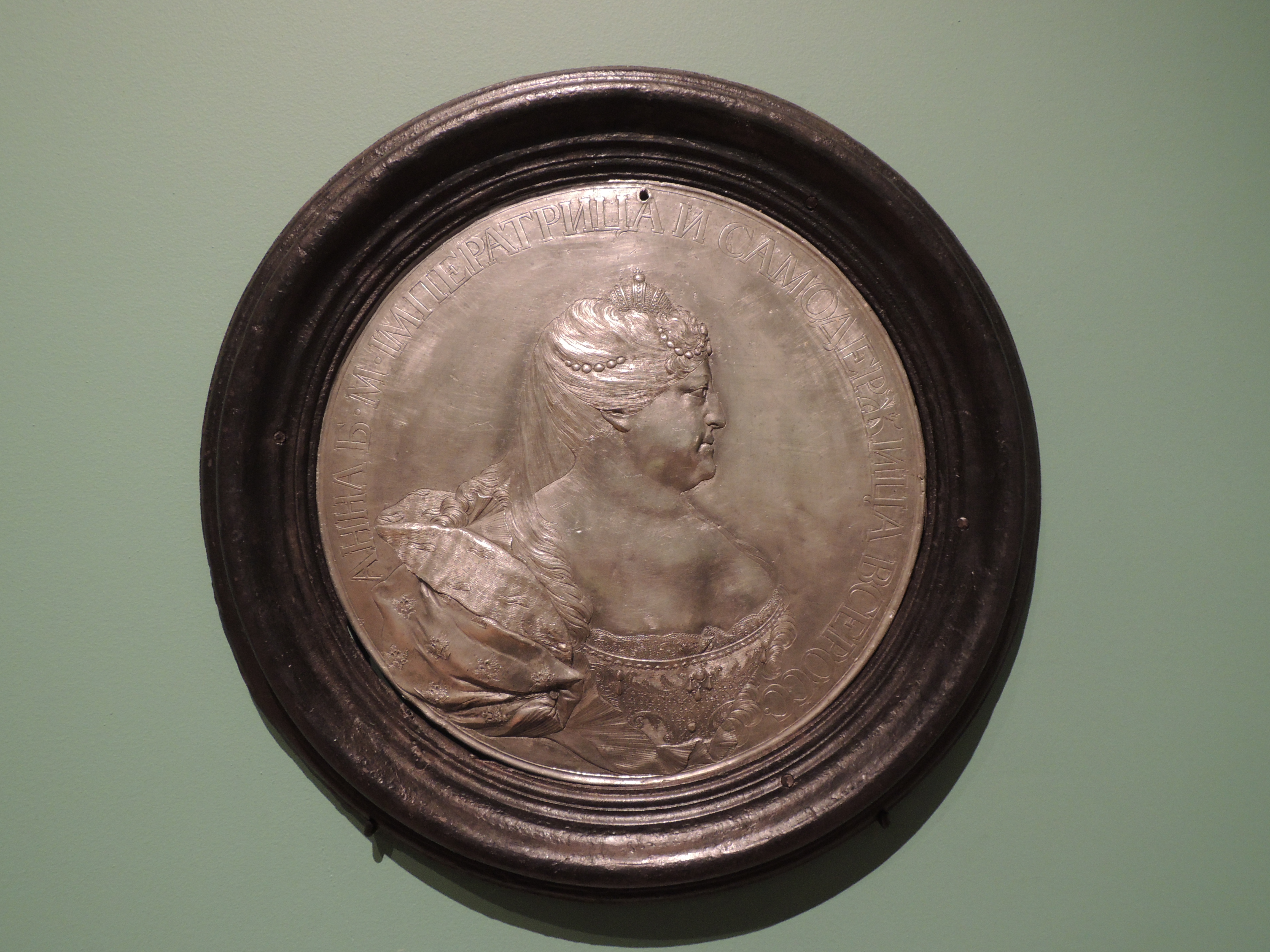
Anna, Staatliches Historisches Museum
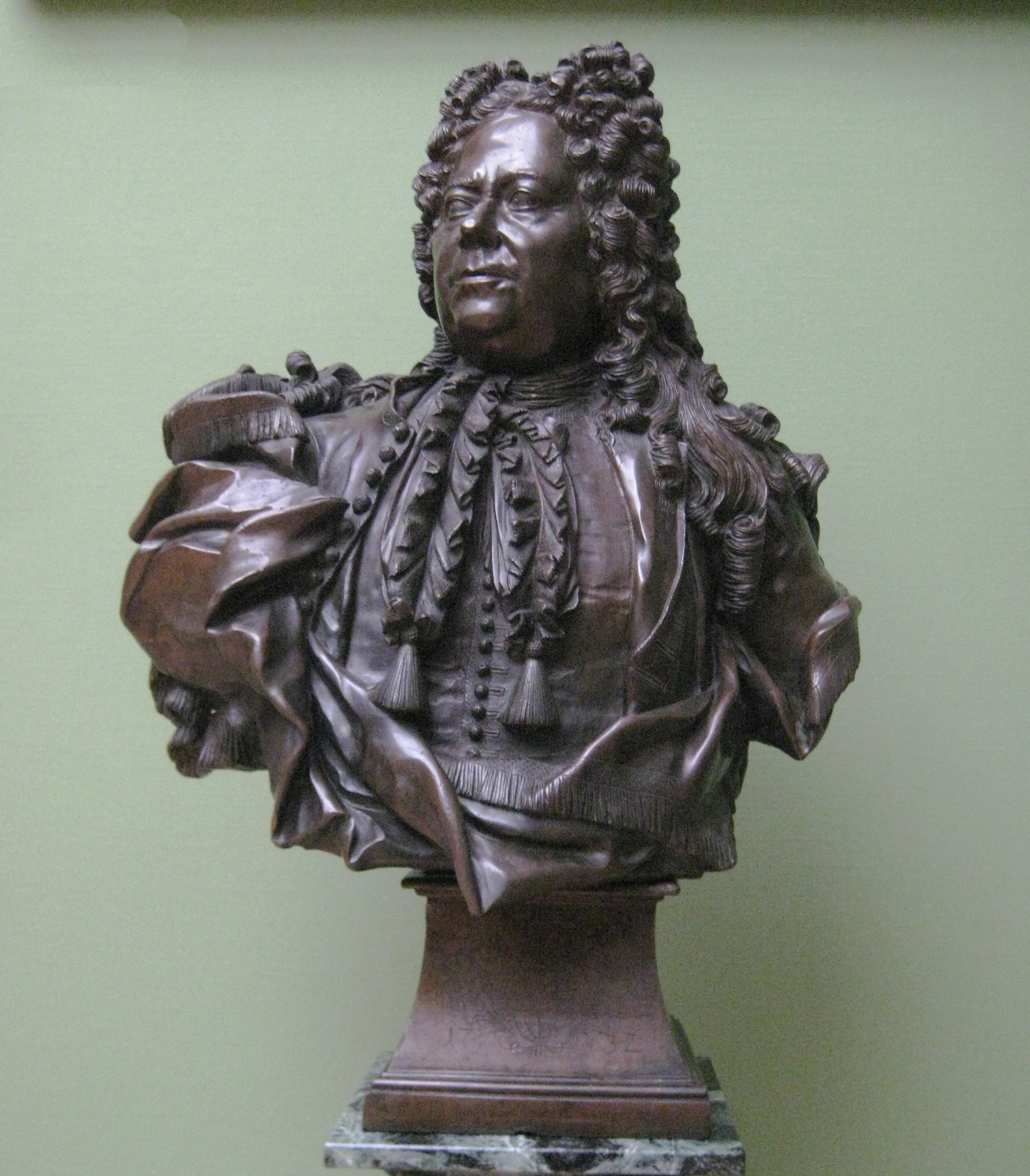
Unbekannter (1732, möglicherweise Selbstporträt),[3] Tretjakow-Galerie